# Tokijské muzeum současného umění
Tokijské muzeum současného umění (japonsky 東京国立近代美術館, Tókjó kokuricu kindai bidžucukan) je muzeum moderního výtvarného umění v tokijské čtvrti Kótó.
Muzeum bylo plánováno jako rozšíření Tokijského metropolitního muzea umění, které bylo otevřeno v roce 1926 a jehož sbírka moderního umění sem byla poté převedena. Tokio od roku 1963 zahájilo diskrétní nákupy uměleckých děl pro plánované muzeum. V roce 1987 byl přední japonský architekt Takahiko Yanagisawa pověřen návrhem vhodné budovy. S rozpočtem 75 milionů USD nakoupilo Tokio téměř 500 děl po celém světě, aniž by přitáhlo větší pozornost, včetně 39 kusů za více než 500 000 dolarů. Pozornost vzbudil pouze nákup Dívky s páskem ve vlasech od Lichtensteina v roce 1994 za cenu 6 milionů dolarů, přestože se hodnota obrázku tehdy odhadovala na přibližně 1,5–2,5 milionu dolarů.
Kritizován byl výběr místa, protože k muzeu je potřeba 15 minut chůze od vlakového nádraží, i to, že bylo do značné míry ignorováno současné asijské umění. Sbírka zahrnuje exponáty zavedených západních umělců, jako jsou Andy Warhol, David Hockney, Frank Stella, Kenneth Noland a Mark Rothko. Zbytek pochází převážně od Japonců, zastoupeni jsou například Jošitomo Nara, Mariko Mori a Taró Okamoto.
Dne 18. března 1995 bylo muzeum v hodnotě přibližně 430 milionů dolarů otevřeno.
Většina prostor muzea je obsazena přibližně 3500 pracemi, které jsou obměňovány. Menší stálá sbírka chronologicky mapuje více než 50 let současného umění, počínaje uměleckou revoltou a pop artem v šedesátých letech přes minimalismus až po nejmodernější současná díla; kolem 100 děl zde rotuje. Mohou být zahrnuty práce Gerharda Richtera, Sandra Chia, Marka Rothka a Juliana Schnabela.
Nejznámějšími exponáty muzea jsou Marilyn Monroe od Andyho Warhola (1967) a Dívka s páskem ve vlasech od Roye Lichtensteina (1965).